# Área salvaje Clifty
El área salvaje Clifty (en inglés: Clifty Wilderness) es un área salvaje de los Estados Unidos situada en el estado de Kentucky. Comprende aproximadamente 13 379 acres (54 km²) de terreno. Fue designada como una área salvaje en 1985 y es administrada por el distrito Cumberland Ranger del bosque nacional Daniel Boone.
Situada en la zona de la garganta del río Red, el área salvaje Clifty es una zona agreste caracterizada por los altos acantilados, los valles escarpados, los arcos de piedra de arenisca, los numerosos abrigos rocosos y las calas de cantos rodados.
El área salvaje alberga por lo menos 15 especies de plantas sensibles, raras o en peligro de extinción, entre más de 750 plantas con flores y 170 especies de musgos.
El área salvaje es gestionada por el Servicio Forestal de los Estados Unidos.

## Río Salvaje y Escénico
El río Rojo Salvaje y Escénico atraviesa el área silvestre Clifty. 9,1 millas (15 km) del río están designadas como zonas salvajes y 10,3 millas (17 km) como recreativas.